# Mérides de Macédoine
Les mérides (en grec ancien μερίς / mérís au singulier, μερίδες / mérídes au pluriel, signifiant « division », « partie ») de Macédoine sont les quatre districts régionaux qui constituent l'échelon administratif intermédiaire du royaume de Macédoine probablement dès le règne de Philippe II.

## Une institution d'origine mal connue
Les quatre districts (mérides) issus du partage du royaume de Macédoine par les Romains en 167 av. J.-C., tel qu'il est décrit par Tite-Live et Polybe, ne constituent pas une innovation institutionnelle. Bien que le terme n'apparaisse pas dans les inscriptions, l'examen des sources numismatiques et épigraphiques montre que leur existence remonte au moins à la monarchie antigonide. Il existe en effet des monnayages autonomes d'argent et/ou de bronze, entre 187 et 168 qui portent la légende ΜΑΚΕΔΟΝΩΝ ΠΡΩΤΗΣ ΜΕΡΙΔΟΣ (Makedonôn Prôtis Meridos), ΜΑΚΕΔΟΝΩΝ ΔΕΥΤΕΡΑΣ (Makedonôn Deuteras [Meridos]), ou ΜΑΚΕΔΟΝΩΝ ΤΡΙΤΗΣ (Makedonôn Tritis [Meridos]) : ils sont par conséquent émis par les districts et correspondent respectivement aux districts d'Amphipolis, de Thessalonique (Amphaxiens), et de Pella (Bottiéens), auxquels il faut ajouter un quatrième district de Péonie.
Leur création doit probablement être attribuée à Philippe II et correspond à la nécessité d'adapter les institutions politiques à l'extension considérable du royaume sous son règne : il n'est alors plus possible de réunir facilement l'ensemble des Macédoniens dans une seule assemblée primaire, et la création de quatre districts régionaux chacun pourvu d'une telle assemblée est très probablement la réponse apportée à ce problème. Il ne s'agit pas de divisions territoriales recoupant des groupes tribaux, mais d'un découpage administratif artificiel.

## Les quatre districts
Les districts sont les suivants à l'époque antigonide, où leur numéro d'ordre est fourni par la numismatique (légende ou marque alphabétique), et correspond à une description d'Est en Ouest :
- Première méris : Amphipolis ou la Parastrymonia et Paroreia. Le district tient son nom de la seule cité à faire une contribution à la levée nationale macédonienne à la fin du Ve siècle av. J.-C. Ses habitants non hellénisés sont recrutés dans des unités distinctes, dites de Bisaltiens, tandis que les recrues d'Amphipolis, Philippes et Oesymé intègrent la phalange. C'est la politique des rois macédoniens de ne pas mélanger les soldats hellénophones avec les Macédoniens au sein des unités, pour faciliter leur entraînement et leur cohésion.
- Seconde méris : Amphaxitide. Elle a pour frontière l'Axios à l'Ouest et le Strymon à l'Est ; la capitale en est Thessalonique.
- Troisième méris : Bottiée. Elle correspond à la Piérie et à l'Émathie, le cœur du royaume macédonien historique, ainsi qu'à la région littorale comprise entre l'Axios et le Pénéios ; la capitale en est Pella. Selon Marsyas de Pella, Amathos et Pieros sont les deux fils de Makedon, le héros éponyme des Macédoniens, et eux-mêmes héros éponymes des deux régions centrales du vieux royaume.
- Quatrième méris : Haute-Macédoine. Elle rassemble la Lyncestide, la Tymphée, l'Atintanie. L'Orestide sort très tôt du royaume proprement dit ; à l'époque romaine, la capitale en est Pelagonia, située en dehors des frontières du royaume — la région correspondante appartenait à la Péonie.

## Rôle des mérides
L'existence d'un monnayage propre à ces districts suppose une autonomie financière et des institutions politiques particulières, mal connues. D'après les inscriptions, on peut penser que chaque méris disposait d'une assemblée primaire rassemblant tous les Macédoniens de la région, et élisait annuellement un stratégos, magistrat éponyme, dont la double fonction était de représenter l'assemblée et le pouvoir central (notamment en matière militaire) : il apparaît ainsi dans la loi gymnasiarchique de Béroia.
La première fonction de ces districts est de servir de base territoriale de recrutement pour l'armée : d'après la description par Arrien (Anabase) de l'armée d'Alexandre en 334 av. J.-C., où les unités sont nommées d'après leur région d'origine, on peut déduire qu'il existait à cette époque trois districts fournissant chacun quatre taxis d'infanterie et quatre ilai de cavalerie. Le quatrième district (Amphipolis) n'aurait pas fourni d'unités (ou seulement une ilè de cavalerie en raison du caractère majoritairement non macédonien de sa population).
Ces assemblées ont continué d'exister à l'époque romaine, où elles sont même devenues les principales assemblées primaires de Macédoine, après la suppression de l'Assemblée des Macédoniens. Tite-Live les désignent sous l'appellation de consilia/concilia.